# Укхрул (округ)
Укхрул (англ. Ukhrul) — округ в индийском штате Манипур. Образован в 1969 году. Административный центр — город Укхрул. Площадь округа — 4544 км². По данным всеиндийской переписи 2001 года население округа составляло 140 778 человек. Уровень грамотности взрослого населения составлял 73,12 %, что выше среднеиндийского уровня (59,5 %).